# More Parts per Million
More Parts per Million  es el primer álbum debut y álbum de estudio de la banda estadounidense de rock: The Thermals.
Se le cataloga el álbum menos escuchado de The Thermals a pesar de ser su álbum debut.
El estilo del álbum se cataloga punk rock, pero también se encuentran estilos como el garage punk, noise rock y el indie rock, se cataloga un álbum de estilo ficticiamente "lo-fi aesthetic" debido a la forma en el momento en que se hizo la grabación de álbum y igual es un álbum perteneciente en la actualidad al seguimiento de culto.

## Lista de canciones
Todas las canciones escritas y compuestas por The Thermals. 
| More Parts per Million (CD) |                           |          |  |
| N.º                         | Título                    | Duración |  |
| 1.                          | «It's Trivia»             | 02:13    |  |
| 2.                          | «Brace and Break»         | 02:13    |  |
| 3.                          | «No Culture Icons»        | 02:21    |  |
| 4.                          | «Goddamn the Light»       | 01:57    |  |
| 5.                          | «Out of the Old And Thin» | 02:43    |  |
| 6.                          | «I Know the Pattern»      | 02:36    |  |
| 7.                          | «Time to Lose»            | 02:23    |  |
| 8.                          | «My Little Machine»       | 02:01    |  |
| 9.                          | «Overgrown, Overblown!»   | 01:43    |  |
| 10.                         | «A Passing Feeling»       | 01:58    |  |
| 11.                         | «Back to Gray»            | 02:14    |  |
| 12.                         | «Born Dead»               | 01:43    |  |
| 13.                         | «An Endless Supply»       | 01:36    |  |
| 27:41                       |                           |          |  |

## Personal
- Hutch Harris - vocal, guitarra
- Kathy Foster - bajo, vocal de apoyo
- Jordan Hudson - batería